# Spaelotis senna
Spaelotis senna is een vlinder uit de familie uilen (Noctuidae). De wetenschappelijke naam is voor het eerst geldig gepubliceerd in 1829 door  Freyer.
De soort komt voor in Europa.